# Joe D'Amato
Joe D'Amato (Roma, Itália, 15 de Dezembro de 1936 – Roma, Itália, 23 de Janeiro de 1999), foi um cineasta italiano.

## Filmografia parcial
- Sollazzevoli storie di mogli gaudenti e mariti penitenti - Decameron nº 69 (1972)
- Scansati... a Trinità arriva Eldorado (sem créditos) (1972)
- La colt era il suo Dio (sem créditos) (1972)
- Un Bounty killer a Trinità (sem créditos) (1972)
- Diario di una vergine romana (1973)
- Il plenilunio delle vergini (sem créditos) (1973)
- La morte ha sorriso all'assassino (1973)
- Canterbury No. 2 - Nuove storie d'amore del '300 (1973)
- Diario di una vergine romana (1973)
- Novelle licenziose di vergini vogliose (1973)
- Fra' Tazio da Velletri (sem créditos) (1973)
- Pugni, pirati e karatè (1973)
- Eroi all'inferno (1974)
- La rivolta delle gladiatrici com Steve Carver) (1974)
- Emanuelle e Françoise - Le sorelline com Bruno Mattei) (1975)
- Giubbe rosse (1975)
- Voto di castità (1976)
- Emanuelle nera - Orient Reportage (1976)
- Eva nera (1976)
- Emanuelle in America (1977)
- Il ginecologo della mutua (1977)
- Emanuelle: perché violenza alle donne? (1977)
- Emanuelle e gli ultimi cannibali (1977)
- Le notti porno del mondo com Bruno Mattei (1977)
- Duri a morire (1978)
- Follie di notte (1978)
- La via della prostituzione (1978)
- Emanuelle e le porno notti nel mondo n.2 com Bruno Mattei (1978)
- Papaya dei Caraibi (1978)
- Il porno shop della settima strada (1979)
- Immagini di un convento (1979)
- Buio Omega (1979)
- Paradiso blu (sem créditos) (1980)
- Hard Sensation (1980)
- Blue Erotic Climax com Claudio Bernabei) (1980)
- Sesso nero (1980)
- Antropophagus (1980)
- Porno Esotic Love (1980)
- Le notti erotiche dei morti viventi (1980)
- La voglia (1981)
- Porno Holocaust (1981)
- Bocca golosa (1981)
- Sesso acerbo (1981)
- Rosso sangue (1981)
- Voglia di sesso (1981)
- Caldo profumo di una vergine (1981)
- Orgasmo nero (1982)
- Stretta e bagnata (1982)
- Caligola, la storia mai raccontata (1982)
- Super Climax (1982)
- Delizie erotiche in Porno Holocaust (1982)
- Ator l'invincibile (1982)
- Love in Hong Kong (1983)
- Una vergine per l'impero Romano (1983)
- Il mondo perverso di Beatrice (1983)
- Messalina, orgasmo imperiale (1983)
- Endgame - Bronx lotta finale (1983)
- Ator l'invincibile 2 (1984)
- Anno 2020 - I gladiatori del futuro com George Eastman) (1984)
- Orgasmo infernale (1984)
- L'alcova (1985)
- Il piacere (1985)
- Voglia di guardare (1986)
- Lussuria (1986)
- La monaca del peccato (1986)
- Delizia (1987)
- Undici giorni, undici notti (1987)
- Sauvagement par-derrière (1987)
- Top Model (1987)
- Killing birds - Raptors (1988)
- Dirty Love (1988)
- Pomeriggio caldo (1989)
- Blue Angel Cafe (1989)
- Undici giorni, undici notti 2 (1990)
- Quest for the Mighty Sword (1990)
- Sangue negli abissi (1990)
- Dove vuoi quando vuoi (1990)
- Ritorno dalla morte - Frankenstein 2000 (1991)
- Lezioni d'amore (1991)
- Ossessione fatale (1991)
- Il segreto di una donna (1991)
- Il diavolo nella carne (1991)
- La signora di Wall Street (1991)
- Una tenera storia (1992)
- Sul filo del rasoio (1992)
- Francesca's Castle (1992)
- Dr. Rocco et m. Sodo (1992)
- L'atelier di Rosa (1993)
- Il labirinto dei sensi (1993)
- Chinese Kamasutra (1993)
- Radici assassine (1993)
- I racconti della camera rossa (1993)
- Sexy caccia al tesoro (1994)
- Palestra - Attrezzi per signora (1994)
- Il marchése De Sade - Oltre ogni perversione (1994)
- Le casalinghe P... gli stalloni (1994)
- Donne, gioielli... e culi belli (1994)
- Fantasmi al castello (1994)
- Il fiore della passione (1994)
- China and Sex (1994)
- La casa del piacere (1994)
- Malizia italiana (1995)
- Tarzhard (1995)
- Le intoccabili - The Untouchables (1995)
- Passione travolgente a Venezia (1995)
- Paprika (1995)
- Le bambole del führer (1995)
- L'alcova dei piaceri proibiti (1995)
- Fuga all'alba (1995)
- Don Salvatore - l'ultimo Siciliano (1995)
- Decameron Tales I (1995)
- Decameron Tales II (1995)
- Danno d'amore (1995)
- Colpo dell'an(n)o (1995)
- Barone von Masoch (1995)
- Amadeus Mozart (1995)
- Le mille e una notte (1995)
- Jungla proibita (la leggenda sex di Tarzan) (1995)
- Marco Polo: La storia mai raccontata (1995) com Luca Damiano)
- 120 giornate di Sodoma (1995)
- Wild East (1996)
- Top Girl (1996)
- The Last Fight (1996)
- The Joy Club (1996)
- Seduzione gitana (1996)
- Istinto fatale (1996)
- Penitenziario femminile (1996)
- Messalina (1996)
- Le porcone volanti (1996)
- Lo stallone italiano 2 (1996)
- Il monaco (1996)
- Giulietta e Romeo (1996)
- Flamenco Ecstasy (1996)
- Donna Flor e i suoi tre mariti (1996)
- Daisy & Louise (1996)
- Cop Sucker II (1996)
- Checkmate (1996)
- Carmen - La zoccola spagnola (1996)
- Adolescenza (1996)
- A cena con le amiche (1996)
- Aladino (1996)
- Homo Erectus (1996)
- Robin Hood: Thief of Wives (1996)
- Scandalo al sole (1996)
- Provocation (1996)
- Torero (1996)
- Striptease - Ragazze facili (1997)
- Rudy (1997)
- Rocco the Italian Stallion (1997)
- Peccati di gola (1997)
- Olimpus - Rifugio degli dei (1997)
- Nerone - Perversione dell'impero (1997)
- Le stagioni di Bel (1997)
- Le fatiche erotiche di Hercules (1997)
- La regina degli elefanti (1997)
- La jena (1997)
- I misteri dell'Eros (1997)
- Goya and the Naked Maja (1997)
- Caligola - Follia del potere (1997)
- Kamasutra (1997)
- Anal Perversions of Lolita (1997)
- Afrodite: La dea dell'amore (1997)
- Il diario proibito delle due principesse (1997)
- Selvaggia (1997)
- Scarface (1997)
- Othello - Furia nera (1997)
- Ercole e Sansone nella terra delle Amazzoni (1998)
- Sahara (1998)
- Rocco e i magnifici 7 (1998)
- Prima e dopo la cura (1998)
- Off Limits (1998)
- Lussuria (1998)
- La figlia del padrino (1998)
- Ladro d'amore - Giacomo Casanova (1998)
- I predatori della verginità perduta (1998)
- Initiation of Belle (1998)
- Il laureato (1998)
- Il fantasma (1998)
- Il vizio del peccato (1998)
- Desiderio eterno (1998)
- Elixir (1998)
- Panna montata (1998)
- Capricci anali (1998)
- Calde libra - No limit (1998)
- Calamity Jane (1998)
- Calamity Jane 2 (1998)
- Blow up (1998)
- As Aventuras sexuals de Ulysses (1998)
- Antonio e Cleopatra (1998)
- Anita e la maschera di ferro (1998)
- All the President's Women (1998)
- Selen nell'isola del tesoro (1998)
- Showgirl (1999)
- I predatori delle Antille (1999)
- Prague Exposed (1999)
- Sogni di una ragazza di campagna (1999)
- Experiencias eroticas (1999)
- Vicende intime 2 (1999)
- The VeneXiana (1999)
- Rocco e i mercenari (1999)
- Harem 2000 (1999)
- Diabolique (2000)
- Amore & Psiche (2000)
- Sodoma & Gomorra (2000)

## Ligações Externas
- Joe D'Amato. no IMDb.